# SV Germania Adelsheim
Der SV Germania Adelsheim ist ein deutscher im Jahr 1919 gegründeter Sportverein, mit Sitz in der Kleinstadt Adelsheim im baden-württembergischen Neckar-Odenwald-Kreis.

## Geschichte

### Fußball
Die Mannschaft stieg zur Saison 1950/51 in die neu eingeführte drittklassige 1. Amateurliga Nordbaden auf. Dort stand dann mit 5:55 Punkten über den 16. und damit letzten Platz der Tabelle nach lediglich einer Saison der sofortige Abstieg wieder an. Somit musste der Verein ab der nächsten Saison in der 2. Amateurliga antreten.
Zur Saison 1981/82 gelang dann nochmal der Aufstieg in die Landesliga Odenwald, wo die Mannschaft mit 40:26 Punkten auf dem sechsten Tabellenplatz abschließen konnte. Bereits nach der nächsten Saison musste die Mannschaft mit 22:30 Punkten über den 12. Platz wieder absteigen. Ein weiterer Aufstieg in die Landesliga gelang dann nochmal zur Saison 1987/88, aus dieser stieg die Mannschaft mit 19:33 über den 13. Platz aber dann auch sofort wieder ab.
In der Saison 2003/04 spielte der Verein in der Bezirksliga Buchen und beendete die Saison dort mit 34 Punkten auf dem 10. Platz. In der nächsten Saison wurde aus der Bezirksliga Buchen dann die Kreisliga Buchen. Nach der Saison 2010/11 musste der Verein aus dieser dann mit lediglich 17 Punkten über den 15. und damit letzten Platz der Tabelle in die Kreisklasse A absteigen. Die erste Saison in der Kreisklasse schloss die Mannschaft mit 30 Punkten auf dem 10. Platz ab. Nach der Saison 2014/15 gelang dann schließlich mit 68 Punkten und dem Meistertitel der erneute Aufstieg in die Kreisliga. Eine Liga höher konnte sich der Sportverein mit 35 Punkten und dem 13. Platz gerade so in der Spielklasse halten. Eine Saison später stieg der Verein mit 32 Punkten und dem 15. Platz wieder ab. Nach dem Abstieg schloss sich die Mannschaft zu einer Spielgemeinschaft mit der DJK SG Oberkessach zusammen. Zusammen spielt die Gemeinschaft bis heute in der Kreisklasse A Buchen.

## Weitere Abteilungen
Als weitere Abteilung besitzt der Verein noch unter anderem eine Tischtennis-Abteilung, deren erste Mannschaft derzeit in der Verbandsliga spielt.